# Mark Mitchinson
Mark Mitchinson (nacido el 6 de julio de 1966) es un actor neozelandés nacido en Inglaterra. Se formó en la Guildhall School of Speech and Drama de Londres. Ganó un premio por su interpretación del asesino convicto Colin Bouwer en el drama televisivo Bloodlines, y un premio a la Mejor Actor en los New Zealand Television Awards de 2012 por interpretar a Jan Molenaar en Siege. También participó en El Hobbit como Braga y Power Rangers Megaforce como la voz de Creepox, también interpretó a Crosby en la primera temporada de la serie de televisión de 2015 Ash vs. Evil Dead y al Sr. Fonda en la película de 2023 Evil Dead Rise.

## Filmografía

### Películas
| Año  | Título                                       | Papel                   | Notas        |
| ---- | -------------------------------------------- | ----------------------- | ------------ |
| 2008 | A Song of Good                               | Big Eagle               |              |
| 2008 | A Show of Hands                              | Alex Lee Learner        |              |
| 2009 | underworld: Rise of the Lycans               | Noble                   |              |
| 2010 | Andy the Waterfall                           | Andy                    |              |
| 2010 | Tracker                                      | Sargento-Mayor Saunders |              |
| 2011 | Rage                                         | Comisionado Walton      |              |
| 2012 | Sione's 2: Unfinished Business               | Vagabundo               |              |
| 2012 | Seed                                         | Nicky Brick             | Cortometraje |
| 2012 | Mr. Pip                                      | Australian lawyer       |              |
| 2013 | El hobbit: la desolación de Smaug            | Braga                   |              |
| 2014 | Consent: The Louise Nicholas Story           | John Dewar              |              |
| 2014 | El hobbit: la batalla de los Cinco Ejércitos | Braga                   |              |
| 2017 | Human Traces                                 | Glenn                   |              |
| 2018 | No Shame                                     | Ian                     | Cortometraje |
| 2018 | Mortal Engines                               | Vambrace                |              |
| 2023 | Evil Dead Rise                               | Mr. Fonda               |              |

### Televisión
| Año     | Título                                       | Papel                 | Notas                                   |
| ------- | -------------------------------------------- | --------------------- | --------------------------------------- |
| 2006    | Outrageous Fortune                           | DI Grisham            | 5 episodios                             |
| 2007    | The Man Who Lost His Head                    | Murphy                | Película de televisión                  |
| 2007    | The Amazing Extraordinary Friends            | Tony Bartiony         | 3 episodios                             |
| 2008    | Legend of the Seeker                         | Gosfid                | 1 episodio: "Elixir"                    |
| 2009    | Power Rangers RPM                            | General Shifter       | 23 episodios, voz                       |
| 2010    | Eruption                                     | Clive                 | Película de televisión                  |
| 2010    | spartacus: War of the Damned                 | Aulus                 | 4 episodios                             |
| 2010    | True Crime: Bloodlines                       | Colin Bouwer          |                                         |
| 2010    | Spies and Lies                               | Burly Local #2        | Película de televisión                  |
| 2010    | Waitangi: What Really Happened               | Naval Officer         | Película de televisión                  |
| 2011    | The Almighty Johnsons                        | Senior Pitt Boss      | 1 episodio: "Bad Things Happen"         |
| 2011    | Billy                                        | Tom Parkinson         | Película de televisión                  |
| 2011    | Emilie Richards: Der Zauber von Neuseeland   | Geoffrey Fletcher     | Película de televisión                  |
| 2012    | True Crime: Siege                            | Jaan Molenaar         | Película de televisión                  |
| 2012    | Hounds                                       | Trainer 2             | 6 episodios                             |
| 2012    | Power Rangers Super Samurai                  | Trickster, Armadeevil | 2 episodios, voz                        |
| 2012-14 | Auckland Daze                                | Mark                  | 2 episodio                              |
| 2013    | Power Rangers Megaforce                      | Creepox               | Voz                                     |
| 2013    | Power Rangers Megaforce: Ultimate Team Power | Creepox               | Video, voz                              |
| 2013    | Nothing Trivial                              | Dr. David Manning     | 6 episodios                             |
| 2013    | War News                                     | Ray Harkness          |                                         |
| 2013-16 | High Road                                    | Terry Huffer          | Serie de cortos; 19 episodios           |
| 2014    | Coverband                                    | Don                   | 6 episodios                             |
| 2015    | True Crime: How to Murder Your Wife          | Mike Bungay           | Película de televisión                  |
| 2015    | True Crime: Venus and Mars                   | Advocatus Diaboli     | Película de televisión, voice           |
| 2015    | The Monster of Mangatiti                     | Bill Cornelius        | Documental de televisión                |
| 2015    | 800 Words                                    | Dean                  | 1 episodio: 1.05                        |
| 2015    | Ash vs Evil Dead                             | Crosby                | 2 episodios                             |
| 2016    | Terry Teo                                    |                       | 1 episodio: "A Penny for Your Troubles" |
| 2016    | Bombshell                                    | Allen Galbraith       | Película de televisión                  |
| 2016    | Power Rangers Dino Super Charge              | Singe                 | Voz                                     |
| 2016    | The Brokenwood Mysteries                     | Declan O'Grady        | 1 episodio: "Over Her Dead Body"        |
| 2016-17 | Filthy Rich                                  | Lloyd Maxwell         | Recurrente; 15 episodios                |
| 2017    | Dear Murderer                                | Mike Bungay           | 4 episodios                             |
| 2017    | Las crónicas de Shannara                     | Flick Ohmsford        | 6 episodios                             |
| 2017    | Wild Ride                                    | Farmer Joe            | 1 episodio: "Chances"                   |
| 2018    | Power Rangers Super Ninja Steel              | Sheriff Skyfire       | 1 episodio, voice                       |
| 2018    | Rake                                         | Joe McGregor          | 8 episodios                             |
| 2019    | Power Rangers Beast Morphers                 | Turbotron             | 1 episodio, voz                         |
| 2019    | Straight Forward                             | Ravn                  | 8 episodios                             |
| 2019    | The Gulf                                     | D.I. Ivan Petrie      | 5 episodios                             |
| 2020    | Mystery Road                                 | Owen                  | 6 episodes                              |
| 2020    | The Luminaries                               | Thomas Balfour        | 6 episodios                             |
| 2021-22 | Power Rangers Dino Fury                      | Boomtower/Boomblaster | Voz                                     |
| 2023    | Safe Home                                    | Jon                   | 4 episodios                             |

### Videojuegos
| Año  | Título        | Papel     | Notas |
| ---- | ------------- | --------- | ----- |
| 2012 | Path of Exile | Tarkleigh | Voz   |